# Iphigénie en Tauride (Goethe)
Pour les articles homonymes, voir Iphigénie en Tauride.
Iphigénie en Tauride (en allemand : Iphigenie auf Tauris) est une réécriture par Goethe de la tragédie grecque d'Euripide, Ἰφιγένεια ἐν Ταύροις, Iphigeneia en Taurois. Sans doute influencé par les titres des auteurs français et italiens qui l'ont précédé sur ce thème, Goethe a choisi pour son œuvre la forme latine du titre, Iphigénie en Tauride, la Tauride étant un pays imaginaire, alors que le titre original d'Euripide signifie Iphigénie chez les Tauri, une peuplade scythe établie à l'époque en Crimée.
Goethe écrit la première version de cette tragédie en prose en six semaines, et elle est jouée pour la première fois le 6 avril 1779. Il la réécrit en 1781, toujours en prose, et finalement en donne une version en vers en 1786. Il amène avec lui le manuscrit lors de son Voyage en Italie.

## Contexte historique du récit
Bien-aimé des dieux pour sa sagesse, le demi-dieu, Tantale, fils de Zeus, est invité une fois à la table de ceux-ci. S'enhardissant en cette divine compagnie, il dérobe le nectar et l'ambroisie, nourritures qui donnent aux dieux leur immortalité. Ceux-ci le punissent en lui interdisant de revenir à l'Olympe, ce qui l'offense gravement. Pour se venger, Tantale invite à son tour les dieux à un banquet. Il teste leur omniscience en leur offrant en guise de repas son propre fils, Pélops. Les dieux savent tout de suite qu'il s'agit de chair humaine, et, offusqués, ils exilent Tantale dans le Tartare, le condamnant à un triple supplice éternel. De plus ils maudissent toute sa famille, la maison des Atrides : tous ses descendants seront poussés par la haine et la vengeance au point de tuer des membres de leur propre famille.
C'est ainsi qu'Agamemnon, généralissime et petit-fils de Tantale, offre sa fille aînée, Iphigénie, en sacrifice à la déesse Diane, afin d'obtenir des vents favorables pour la traversée d'Aulis à Troie, où il veut porter la guerre. Au moment du sacrifice, Diane substitue à Iphigénie une biche, qui est tuée à sa place, et envoie Iphigénie en Tauride où elle devient prêtresse de Diane. Clytemnestre, mère d'Iphigénie et femme d'Agamemnon, croyant que celui-ci a sacrifié sa fille pour permettre son départ pour Troie, le tue à son retour de guerre. Oreste et Électre, respectivement frère et sœur d'Iphigénie, tuent leur mère pour venger leur père. Oreste, devenu à son tour assassin, tombe sous le coup de la malédiction familiale. Pour tenter d'échapper au destin imminent de devenir à son tour victime d'une vengeance, il s'enfuit. Il consulte l'oracle d'Apollon à Delphes, qui lui dit qu'amener « la sœur » à Athènes est la seule façon de lever la malédiction. Comme il pense que sa sœur, Iphigénie, est morte, Oreste suppose que l'oracle parlait de Diane, la sœur jumelle d'Apollon. En conséquence, il planifie de voler la statue de Diane du temple de Tauride et de la ramener à Athènes. Il part avec son vieil ami, Pylade, pour les côtes de Tauride.
La tragédie commence à ce moment de l'histoire.

## Personnages
| - Femme - Iphigénie : sœur d'Oreste | - Hommes - Thoas : roi de Tauride - Oreste : frère d'Iphigénie - Pylade : ami d'Oreste - Arcas : conseiller de Thoas |

## Argument
Iphigénie a failli être immolée à Aulis, lors du départ de la flotte grecque pour Troie, et tout le monde la croit morte. En réalité, elle a été sauvée par Diane, et transportée dans les airs jusqu'en Tauride, ancien nom de la Crimée, où elle est devenue la prêtresse de cette déesse. Dans cette presqu'île sauvage habitée par les Scythes, le culte de Diane était cruel, car on y immolait tous les étrangers arrivant sur ces côtes. Au fil des années, grâce à son influence bienveillante, Iphigénie a pu convaincre le roi Thoas de faire cesser ces sacrifices humains. Ce prince, amoureux d'Iphigénie, la demande en mariage. Comme elle rêve toujours de rentrer un jour en Grèce, elle rejette les vœux de celui-ci, qui, dans son dépit, rétablit l'usage des sacrifices humains.
Oreste, frère d'Iphigénie, débarque en Tauride avec son ami Pylade, dans le but de dérober, sur l'ordre d'Apollon, la statue de Diane. Surpris et capturés tous les deux, Oreste doit être la première victime qu'Iphigénie immolera. Ils ne se reconnaissent pas, car, à Aulis, près de quinze ans auparavant, Oreste n'était qu'un tout jeune enfant. Apprenant qu'ils sont Grecs, Iphigénie les interroge avant le sacrifice, et ils finissent ainsi par découvrir qu'ils sont frère et sœur. Oreste lui donne les raisons de leur voyage, et elle décide de les aider et de fuir avec eux en Grèce. Mais un scrupule l'arrête ; elle se reproche de tromper Thoas, qui l'a toujours traitée généreusement. Après une courte hésitation, elle lui découvre tout et obtient, par la persuasion, qu'il donne son consentement à l'évasion d'Oreste et de Pylade, contre lesquels il est irrité, et aussi au départ d'Iphigénie, qu'il aime. Il n'est même plus besoin de ramener la statue de Diane avec eux, car Oreste comprend alors que c'est de sa propre sœur, qu'il croyait morte, que parlait l'oracle d'Apollon pythien.

## Synopsis

### Acte I

#### Scène 1 (Iphigénie seule)
Depuis que Diane a sauvé Iphigénie de la mort, cette dernière sert comme prêtresse dans son temple de Tauride. Bien qu’elle soit reconnaissante envers la déesse, et estimée par le roi Thoas et son peuple, elle espère toujours un retour vers sa patrie :
| Iphigénie — […] je passe de longs jours sur le rivage, où mon cœur cherche en vain la terre de Grèce; |

Elle se lamente sur sa vie de femme en terre étrangère, dont le destin est habituellement étroitement lié à celui de son époux :
| Iphigénie — […] mais l'état des femmes est bien digne de pitié ! […] Obéir à un époux farouche, c'est son devoir et sa consolation : qu'elle est malheureuse si un destin ennemi la pousse sur une terre lointaine ! |

Elle implore Diane d'être à nouveau réunie avec sa famille :
| Iphigénie — […] rends-moi enfin aux miens; et toi qui m'as sauvée de la mort, sauve-moi de la vie que je traîne en ces lieux, qui est une seconde mort. |

#### Scène 2 (Iphigénie, Arcas)
Arkas, confident de Thoas, roi de Tauride, annonce l'arrivée de celui-ci. Iphigénie lui confesse sa nostalgie. Arkas lui rappelle, combien elle fut bonne pour la Tauride, par exemple lorsqu’elle mit fin à la coutume de sacrifier sur l’autel de Diane tout étranger abordant les côtes de Tauride. Il explique que le roi prétend à sa main et il lui conseille d’accepter. Iphigénie décline son offre : ce mariage la lierait à jamais à la Tauride.

#### Scène 3 (Iphigénie, Thoas)
Thoas fait sa demande en mariage à Iphigénie. Celle-ci motive son refus par sa nostalgie de la Grèce. Devant l'insistance de Thoas, elle lui révèle enfin le mystère de son origine, qu'elle avait jusque-là toujours cachée. Elle lui dit que, fille d'Agamemnon, elle fait partie des descendants de Tantale qu'une malédiction condamne à s’entre-tuer. Elle en donne de nombreux exemples. Thoas n'abandonne pas, mais Iphigénie se réclame désormais de Diane. Elle revêt entièrement le rôle de prêtresse. Thoas décide alors, avant qu'Iphigénie ne parte, de rétablir les vieux sacrifices humains. Il lui dit que deux étrangers ont été capturés près du rivage, et il lui demande de présider à leurs sacrifices.
| Thoas — Deux étrangers que nous avons trouvés cachés dans les rochers du rivage, et qui n'apportent ici rien d'heureux, sont entre mes mains. Que ta déesse en recevant leur sang retrouve un juste et ancien sacrifice trop longtemps suspendu ! Je vais les envoyer ici : tu sais quel est ton ministère. |

#### Scène 4 (Iphigénie seule)
Restée seule, Iphigénie invoque Diane, lui demandant qu'elle lui épargne ces sacrifices.

### Acte II

#### Scène 1 (Oreste, Pylade)
Le frère d'Iphigénie et son ami et cousin Pylade savent qu'ils vont être exécutés. Oreste est résigné et presque heureux d'une mort prochaine, qui le libérera de la malédiction familiale qui l'a fait tuer sa mère. Pylade espère, lui, que cette circonstance a peut-être été imaginée par les dieux pour leur permettre de fuir. Il est confiant dans l'oracle d'Apollon à Delphes qui leur a demandé de ramener « sa sœur » en Grèce, comprenant qu'il s'agit de la statue de Diane, déesse sœur jumelle d'Apollon.
| Pylade — Si tu ramènes à Apollon sa sœur, et si par tes soins ils se trouvent tous deux réunis à Delphes, honorés par un noble peuple, cette action te méritera les bonnes grâces du couple divin : ils t'arracheront des mains des puissances infernales. |

#### Scène 2 (Iphigénie, Pylade)
Iphigénie parle tout d’abord avec Pylade qui cache son nom. Il prétend qu’Oreste et lui sont des frères originaires de Crète, et qu’Oreste a tué leur troisième frère au sujet d'un héritage. Iphigénie le questionne à propos de la Grèce, il lui raconte la chute de Troie et la perte de plusieurs héros grecs. Ses récits renforcent son mal du pays et elle espère revoir bientôt son père, Agamemnon. Mais Pylade lui apprend aussi l’assassinat d’Agamemnon par sa femme Clytemnestre et son amant Égisthe. Bouleversée, mais ne  voulant pas montrer son trouble, Iphigénie sort. Son émotion n'a pourtant pas échappé à Pylade resté seul.
| Pylade — Elle semble profondément émue du sort de la famille royale. Quelle qu'elle soit, il est certain qu'elle a connu le roi, et que c'est le rejeton d'une illustre famille amené ici en esclavage pour notre bonheur. |

### Acte III

#### Scène 1 (Iphigénie, Oreste)
Iphigénie promet à Oreste, dont elle ne connait pas encore le nom, que Pylade et lui ne seront pas sacrifiés à Diane, car elle va refuser de le faire. Elle le questionne à propos des enfants d'Agamemnon. Oreste lui raconte le meurtre de Clytemnestre, qu'Électre l'avait encouragé à commettre, et il lui révèle sa véritable identité, parce qu'il ne supporte pas les souffrances d'Iphigénie après cette nouvelle :
| Oreste — Que la vérité soit faite entre nous : je suis Oreste. (V. 1080f.) |

Ignorant toujours l'identité d'Iphigénie, Oreste lui propose de fuir avec Pylade, tandis que lui restera là attendre la mort. Iphigénie est heureuse d'avoir retrouvé son frère et dévoile également son identité. Cependant Oreste persiste à vouloir mourir, afin d'échapper aux Furies, et il veut tomber sous le glaive de sa sœur. Épuisé, il s'écroule sans connaissance.

#### Scène 2 (Oreste seul)
Oreste a la soi-disant vision d’Hadès. Il y voit dans les enfers les Tantalides défunts réconciliés et heureux. Cette vision peut le mener à sa guérison : elle lui montre la possibilité qu’il peut y avoir une réconciliation après la mort. 

#### Scène 3 (Oreste, Iphigénie, Pylade)
Oreste s’imagine être toujours aux Enfers et pense qu’également Iphigénie et Pylade y sont descendus. Il ressent pour son ami de sincères regrets de l'avoir entraîné là. Il souhaite cependant que sa sœur Électre soit aussi là, afin de rompre la malédiction des Tantalides. Puis Iphigénie et Pylade l’abordent pour le guérir. Dans une prière, Iphigénie remercie Diane et demande la délivrance d’Oreste des liens de la malédiction. Pylade lui parle de manière claire et rationnelle et tente par ce biais de le guérir. Comme Oreste sort définitivement de sa vision, il serre Iphigénie dans ses bras, remercie les dieux et manifeste sa nouvelle énergie. Pylade leur rappelle que le temps presse dans cette dangereuse situation et les incite à une décision rapide.

### Acte IV

#### Scène 1 (Iphigénie seule)
Iphigénie nous apprend qu'Oreste et Pylade sont retournés sur le rivage préparer leur navire pour leur fuite à tous les trois, la laissant seule attendre le roi et gagner du temps. C'est Arcas qui arrive.

#### Scène 2 (Iphigénie, Arcas)
Arcas vient lui dire que le peuple et le roi attendent le sacrifice. Iphigénie lui répond ce que lui a suggéré Pylade : un des deux étrangers, celui qui a commis un fratricide, a été poursuivi par les Furies jusque dans le temple, qui a ainsi été profané. Il va falloir porter la statue de la déesse jusqu'à la mer pour la purifier. Arcas part avertir le roi des intentions d'Iphigénie.

#### Scène 3 (Iphigénie seule)
Iphigénie sent sa détermination faiblir, car, pour mener à bien leur plan, il lui faut tromper les hommes qui l'ont accueillie dans ce pays.

#### Scène 4 (Iphigénie, Pylade)
Pylade lui annonce que son frère est guéri et que leur navire est prêt à partir. Il ne reste plus qu'à prendre la statue, et il se sent la force de la porter seul. Iphigénie lui dit qu'elle a des scrupules à dépouiller le roi, qui a été un second père pour elle, de la statue de Diane. Pylade tente de la convaincre, mais Iphigénie hésite toujours.

#### Scène 5 (Iphigénie seule)
Iphigénie se lamente d'avoir à sauver son frère, son ami et elle-même au prix du vol de la statue de la déesse et d'une imposture envers le roi, à qui elle doit la vie. Elle se souvient alors du chant des Parques, que celles-ci entonnèrent au moment de la chute de Tantale. Elle se met à le chanter.

### Acte V

#### Scène 1 (Thoas, Arcas)
Le bruit s'est répandu que les étrangers cherchent à s'enfuir et que leur navire est caché dans une baie. Thoas donne ses ordres pour les rechercher et les capturer.

#### Scène 2 (Thoas seul)
Resté seul, Thoas regrette sa bonté passée envers Iphigénie, et il est furieux qu'elle use de ruse et de fourberie pour s'enfuir.

#### Scène 3 (Iphigénie, Thoas)
Iphigénie se présente devant lui. Thoas lui demande d'expliquer clairement pourquoi elle diffère le sacrifice. Elle lui répond que la déesse lui donne un délai pour qu'il réfléchisse avant de commettre une action inhumaine et cruelle. Thoas lui faisant la remarque qu'elle tient un langage bien hardi, elle lui répond que ce n'est plus la prêtresse qui parle, mais la fille d'Agamemnon. Elle lui rappelle qu'elle-même avait été placée sur un autel pour être sacrifiée, et que la déesse ne l'avait pas voulu et l'avait enlevée.
Iphigénie décide de ne pas user de mensonges et de dire la stricte vérité. Elle explique à Thoas que les prisonniers ne sont plus dans le temple, et qu'ils s'apprêtent à fuir à bord de leur navire. L'un d'eux est son frère Oreste, et Apollon les a envoyés sur ce rivage pour s'emparer de la statue de Diane et la ramener à Delphes. S'ils réussissent, Oreste sera délivré des Furies qui le harcèlent depuis qu'il a tué sa mère. Par ces aveux, elle remet leur sort entre les mains de Thoas. Elle lui rappelle qu'il lui a promis un jour que, si le retour vers les siens était possible, il la laisserait partir. Elle lui demande de suivre le mouvement de son cœur.

#### Scène 4 (Iphigénie, Thoas, Oreste armé)
Oreste apparaît, l'épée à la main, venant chercher sa sœur pour la conduire au navire. Iphigénie lui dit qu'elle vient de tout raconter au roi, et elle lui demande de remettre son épée au fourreau. Oreste obéit.

#### Scène 5 (Iphigénie, Thoas, Oreste, Pylade puis Arcas, tous deux armés)
Pylade vient dire qu'on n'attend plus qu'Iphigénie et Oreste pour partir, quand il découvre Thoas. Arcas arrive pour indiquer que les Scythes se sont emparés du navire et qu'ils n'attendent qu'un ordre de leur roi pour y mettre le feu. Thoas lui répond de ne rien faire pour l'instant et d'attendre ses ordres. Arcas sort. Oreste à son tour demande à Pylade d'aller jusqu'au navire et d'attendre l'issue de leur entretien.

#### Scène 6 (Iphigénie, Thoas, Oreste)
Thoas, qui craint que les deux étrangers soient des aventuriers faisant croire à Iphigénie qu'ils sont de sa famille, demande à Oreste de prouver qu'il est bien le fils d'Agamemnon. Oreste lui dit que l'épée qu'il porte au côté est celle de son père, et pour le prouver il est prêt à affronter n'importe quel chef de l'armée de Thoas. Ce dernier répond que, malgré son âge, il est prêt à se mesurer avec lui. Iphigénie tente de les dissuader de se battre, disant qu'elle est sûre qu'il s'agit d'Oreste à la marque particulière qu'il a à la main et a une cicatrice au front. Thoas répond que le combat est cependant inévitable, car Oreste est venu lui voler la statue de la déesse.
Oreste répond que le vol de la statue n'est plus nécessaire. L'oracle lui avait dit : « Si tu ramènes en Grèce la sœur qui demeure contre son gré dans le sanctuaire des côtes de Tauride, alors la malédiction cessera ». Il avait cru qu'il s'agissait de la statue de la sœur d'Apollon, Diane, alors qu'en réalité l'oracle parlait de sa sœur à lui, Iphigénie, qui l'a guéri des fièvres dès qu'elle l'a serré dans ses bras. Il demande à Thoas de se laisser aller à des sentiments de paix, en reconnaissance des bienfaits que sa sœur lui a apportés. Iphigénie lui rappelle encore une fois sa promesse de la laisser repartir libre. « Eh bien, partez ! » lâche finalement Thoas (vers 2151).
Mais Iphigénie ne veut pas le quitter mécontent. Elle lui dit qu'il lui est cher et précieux comme un second père. Elle lui demande de lui tendre la main droite en gage de leur ancienne amitié. « Adieu ! » accepte Thoas (vers 2174), et la pièce s'achève sur ce mot.

## Genèse de la pièce
Une coïncidence assez étrange fait que Goethe met cet ouvrage en chantier au moment même où, sans qu'il le sache, Gluck fait répéter à Paris son opéra Iphigénie en Tauride. Grâce à la correspondance de Goethe avec madame de Stein, on peut suivre pas à pas l'élaboration de sa tragédie. Le 22 janvier 1779, il écrit les premières scènes, mais il est obligé d'abandonner son travail d'écriture en février, car il doit parcourir la Thuringe à cheval pour remplir ses fonctions d'agent voyer et de capitaine recruteur du duché. En mars, il reprend l'écriture, se déplaçant de château en château avec toujours son manuscrit avec lui, car il l'a promis pour Pâques à la troupe d'amateurs de la cour ducale. Le 9 mars à Arnstadt, il assemble les trois premiers actes. Le rôle de Pylade est destiné au prince  Constantin, frère du duc régnant, Charles-Auguste de Saxe-Weimar-Eisenach. Le quatrième acte est achevé en une seule journée à Ilmenau, dans la forêt thuringeoise. Le 28 à Weimar, la pièce est terminée, et elle est lue dès le lendemain à la cour. Enfin, le 6 avril 1779, elle est jouée pour la première fois devant le duc Charles-Auguste. Goethe s'est réservé le rôle d'Oreste, celui d'Iphigénie est joué par Corona Schröter, tandis que Karl Ludwig von Knebel, tuteur du prince Constantin, tient le rôle du roi Thoas. Il y a deux autres représentations, le 12 avril et le 12 juillet, au cours de laquelle le duc lui-même joue le rôle de Pylade.
La pièce est encore en prose. Pendant l'année 1780 et une partie de 1781, Goethe remanie la première version, pour donner plus d'harmonie au langage, tout en conservant la prose. On ne sait pas précisément quand il décide de mettre son texte en vers, mais lors de son séjour à Karlsbad pendant l'été 1786, il y travaille, désirant peut-être que cette version rimée soit prête pour l'édition générale de ses ouvrages. Ce séjour à Karlsbad s'achève brusquement, puisque le 3 septembre, à trois heures du matin, il s'enfuit en chaise de poste pour l'Italie, le refuge idéal de tous ses rêves. Il emporte avec lui les manuscrits d'Iphigénie et de Torquato Tasso, qu'il va reprendre aux bords du lac de Garde, à Vérone, à Venise et à Bologne. Enfin à Rome, la pièce est achevée, et en janvier 1787, il en informe ses amis de Weimar, et il en expédie une copie à Herder. Goethe dit qu'il est débarrassé de la « douloureuse gestation de sa chère fille ».

## Analyse et critique

### Richesse du thème iphigénien
Le thème iphigénien fait partie des mythes sacrificiels, avec le sacrifice d'Isaac, et des meurtres rituels d'enfants : mythe de Cronos, de Pélops tué par son père et servi en repas aux dieux, d'Arcas tué par Lycaon et servi à Zeus, des fils de Thyeste, et enfin d'Itys, tué par sa mère Procné et servi à son père, Térée.
La très ancienne légende d'Iphigénie comprend deux épisodes principaux. Le premier est généralement intitulé « Iphigénie à Aulis ». La flotte grecque, qui part faire la guerre à Troie, est bloquée à Aulis, ville portuaire de Béotie, à cause de vents contraires. Agamemnon, général en chef de cette armée, offre sa fille aînée, Iphigénie, en sacrifice à la déesse Diane, pour qu'elle lui accorde des vents favorables. Iphigénie est conduite à l'autel, mais au dernier moment, à l'insu de tous, la déesse substitue à Iphigénie une biche qui est tuée à sa place. Tandis que tout le monde pense qu'Iphigénie est morte, Diane la transporte dans les airs jusqu'en Tauride. 
Le second épisode, souvent intitulé « Iphigénie en Tauride », se passe plus d'une décennie plus tard, puisque la guerre de Troie, qui a duré dix ans, est terminée depuis un certain temps, vraisemblablement depuis plusieurs années. Iphigénie est devenue prêtresse de Diane en Tauride, et elle préside aux sacrifices humains en faveur de la déesse. Du thème « Iphigénie sacrifiée », on est passé au thème « Iphigénie sacrifiante ». C'est là qu'elle retrouve son frère Oreste, venu dérober la statue de la déesse, et prochaine victime du rite sanglant de Diane. Ils ne se reconnaissent pas, car Oreste était un tout jeune garçon quand Iphigénie disparut à Aulis. Grâce à l'interrogatoire mené par Iphigénie avant le sacrifice, ils découvrent qu'ils sont frère et sœur. Finalement, Iphigénie, Oreste et son ami Pylade, parviennent à s'enfuir de Tauride.
Un troisième épisode, plus rarement traité, intitulé « Iphigénie à Delphes » raconte le retour d'Iphigénie, d'Oreste et de Pylade en Grèce. Ils viennent à Delphes pour remercier Apollon Pythien de leur avoir permis de rentrer sains et saufs de Tauride. Électre, la plus jeune sœur d'Oreste, à la suite d'un quiproquo, décide de tuer Iphigénie, qu'elle ne reconnaît pas, pensant qu'elle a tué son frère Oreste en Tauride. Mais elle échoue, ce qui met fin définitivement à la malédiction jetée sur les descendants de Tantale. Ce thème a été esquissé par Goethe dans une ébauche, mais il n'a jamais mené son écriture jusqu'à terme.

### Versions d'Iphigénie en Tauride
Avant d'en venir à l'« Iphigénie » de Goethe, il n'est pas inutile de rappeler que le sujet avait déjà servi de point de départ à de nombreuses productions dramatiques singulièrement diverses. Euripide, à notre connaissance le plus ancien de tous ces auteurs — l'Iphigénie d'Eschyle n'étant connue que par son titre —, exploite cette légende nationale pour célébrer l'amour fraternel et l'amitié à toute épreuve. Il met en scène les retrouvailles inattendues du frère et de la sœur, et la touchante constance de l'ami prêt à mourir à la place du premier. Même si l'on connaît peu de choses des imitateurs d'Euripide en Grèce, tels Pacuvius, Ennius et Nevius, tout laisse à penser que ce récit mythologique était destiné à être interprété de cette unique façon. Par exemple, concernant l'adaptation de cette légende par Pacuvius, au curieux titre de Duloreste (Oreste esclave), Cicéron rapporte que le théâtre romain retentissait d'acclamations, lorsque Pylade disputait généreusement à Oreste le sort d'être la victime offerte en sacrifice à Diane : « Quels applaudissements ne fit-on pas entendre dernièrement à la nouvelle pièce de Pacuvius, mon hôte et mon ami, lorsque le roi ignorant lequel des deux est Oreste, Pylade s’écrie que c’est lui, afin de subir la mort pour son ami. »
Parmi les imitateurs d'Euripide, on peut citer :
- un certain Polyidus, vanté pour cette pièce par Aristote dans la Poétique. Ce poète tragique est connu uniquement par cette mention[19]
- Pacuvius, Ennius et Nevius, dont il reste peu de choses, mais qui ont valu l'admiration de Cicéron, d'Ovide ou de Lucien
- Rucellai, dramaturge italien du début de la Renaissance reprend cette fable attendrissante[20]
- Pier Jacopo Martello, poète dramatique italien, a fait représenter avec succès son Ifigenia in Tauride au début du XVIIIe siècle[13]
- Racine : son Iphigénie est une « Iphigénie à Aulis » (1674), mais il a laissé aussi une ébauche jamais aboutie (le premier acte) d'une « Iphigénie en Tauride », où un fils de Thoas est amoureux de l'héroïne[16]
- Lagrange-Chancel donne Oreste et Pylade, où il multiplie les personnages et les intrigues amoureuses (1697)[16].
- Duché, Iphigénie en Tauride, tragédie lyrique (1704), encore plus riche en incidents romanesques que la tragédie de Lagrange-Chancel[21]
- Guimond de La Touche introduit un souffle nouveau de philosophie libérale dans son Iphigénie en Tauride (1757), qui connaît le succès[22].
- Gluck, sur un livret de Guillard, donne son opéra en quatre actes, Iphigénie en Tauride, en 1779
- Elias Schlegel, en Allemagne, s'essaye à un Orest und Pylades, une de ses premières pièces[22].

### Adaptation de Goethe
Personne jusque-là n'avait vu dans ce sujet ce que Goethe allait y mettre, l'éloge ingénieusement discret de la bonté et de l'influence féminines. Dès le départ, il diverge de la version d'Euripide. En effet, on apprend que, grâce à Iphigénie, les sacrifices humains ont été suspendus en Tauride, et qu'elle a obtenu ce résultat plus par la sympathie qu'elle inspire que par son autorité sacerdotale. Sa seule présence apaise et élève l'âme rude et passionnée du roi, le décidant à abolir le rite barbare des sacrifices humains. Une telle conception est essentiellement le fruit de la civilisation germanique du XVIIIe siècle, et est bien au-dessus de la vision d'un poète grec de l'antiquité. Le roi de ce peuple farouche ne rêve plus que de mariage et de famille. Mais le refus d'Iphigénie de se marier avec lui donne à celui-ci le prétexte du rétablissement des sacrifices humains, ce qui permet de revenir à la version d'Euripide.
Le drame ne commence vraiment qu'à l'acte II, lorsque Oreste et Pylade débarquent. Ils risquent non seulement d'être sacrifiés, mais Oreste, rongé par le remords du meurtre de sa mère, n'aspire qu'à la mort. Iphigénie, qui avait su estomper peu à peu dans le pays la barbarie humaine, se trouve alors confrontée à la barbarie divine. Elle va tenter avec douceur et persévérance de guérir son frère, et le combat entre le tendre dévouement de la sœur et l'inconsolable tristesse du frère occupe les second et troisième actes.
Elle parvient à guérir son frère, mais il lui reste une dernière tâche à accomplir : triompher d'elle-même. En effet, Pylade, sympathique par son indéfectible et inconditionnelle amitié pour Oreste, est aussi un homme habile et rusé, pour qui la fin justifie les moyens. Dans ce sens, il joue le rôle de Méphistophélès de Faust. Pour lui conserver une irréprochable pureté, Goethe a retiré à son Iphigénie la ruse et la fourberie, que possède l'Iphigénie d'Euripide, pour les attribuer à Pylade. Afin de pouvoir fuir impunément avec la statue de Diane, celui-ci conseille à Iphigénie de mentir au roi Thoas, et la malheureuse prêtresse se trouve placée entre le salut pour elle et ses compagnons et la dignité de sa conscience, entre tromper son bienfaiteur, Thoas, ou perdre son frère, Pylade et elle-même. Après une douloureuse hésitation, elle choisit la vérité qu'elle expose en totalité à Thoas. Celui-ci, symbole vivant de la force brutale, finit par céder à la pureté virginale et persuasive. C'est avec son complet assentiment qu'ils peuvent, tous trois, quitter la Tauride et rejoindre la Grèce, alors que les héros d'Euripide, qui ont maintenu la tromperie jusqu'au bout, ne doivent leur salut qu'à l'intervention d'un deus ex machina. Chez Euripide, Minerve apparaît dans les cieux, annonçant que les dieux désirent qu'Iphigénie, son frère et son ami s'en aillent en paix. Thoas s'incline, car il estime qu'il est imprudent de résister aux dieux.

## Source partielle
- (en) Cet article est partiellement ou en totalité issu de l’article de Wikipédia en anglais intitulé « Iphigenia in Tauris (Goethe) » (voir la liste des auteurs).